# För det här är bara början
För det här är bara början är en låt av Elisa's 2010 skriven av Lasse Holm. Elisa's tävlade med låten i Dansbandskampen 2010. Det är det tredje spåret i deras debutalbum Det här är bara början från 2011. Låten finns med på samlingsalbumet över Dansbandskampen 2010.
Låten var deras första på Svensktoppen under 13 veckor mellan 9 januari och 3 april 2011 med femte plats som bästa placering. 2011 gjorde Patrik's Combo en cover av låten och släppte den på sitt album, De é okej.

### Fotnoter
1. ↑  https://www.youtube.com/watch?v=X9P_gdSPa-w
2. ↑  https://smdb.kb.se/catalog/id/002698166
3. ↑  https://smdb.kb.se/catalog/id/002691468
4. ↑  https://www.nostalgilistan.se/elisas-1006/det-har-ar-bara-borjan-3049
5. ↑  https://smdb.kb.se/catalog/id/002700099